# Sterculia macrostemon
Sterculia macrostemon är en malvaväxtart som beskrevs av I.G.M. Tantra. Sterculia macrostemon ingår i släktet Sterculia och familjen malvaväxter. Inga underarter finns listade i Catalogue of Life.